# Rothschildia procyon
Rothschildia procyon är en fjärilsart som beskrevs av Jordan 1929. Rothschildia procyon ingår i släktet Rothschildia och familjen påfågelsspinnare. Inga underarter finns listade.